# Uğur Arslan Kuru
Uğur Arslan Kuru (* 16. Februar 1989 in Düzce) ist ein türkischer Fußballspieler.

## Karriere

### Verein
Kuru begann mit dem Vereinsfußball in der Jugend von Düzce Gençlerbirliği und wechselte 2002 in den Nachwuchs von Düzce Belediyespor. Hier wurden die Talentscouts von Fenerbahçe Istanbul auf Kuru aufmerksam und verpflichteten ihn 2003.
Im Februar 2008 erhielt Kuru bei Fenerbahçe einen Profivertrag, spielte aber weiterhin für die Reserve- bzw. Jugendmannschaften. Mit der Saison 2008/09 verlieh ihn dann sein Verein drei Mal in Folge für die Dauer einer Saison an Vereine der TFF 3. Lig, der vierthöchsten türkischen Profiliga. In der Viertligasaison 2009/10 wurde er mit Balıkesirspor Vizemeister der TFF 3. Lig und stieg in die TFF 2. Lig auf. Der Aufstieg in die 2. Lig gelang ihm auch mit seiner nächsten Leihstation. Bei Altınordu Izmir wurde er mit seiner Mannschaft Play-off-Sieger der Saison 2010/11.
In der Sommertransferperiode 2011 verließ er Fenerbahçe endgültig und wechselte zum Viertligisten Erzurum Büyükşehir Belediyespor. Hier blieb er nur eine Saison und zog dann innerhalb der 3. Lig zu Aydınspor 1923 weiter. Hier beendete er mit seinem Team die Viertligasaison 2012/13 als Meister und stieg in die 2. Lig auf.
Nach drei Spielzeiten bei Aydınspor 1923 wechselte Kuru zum Sommer 2015 zum Zweitligisten Altınordu Izmir, zu jenem Verein, für den er bereits in der Saison 2010/11 tätig gewesen war.
Im Januar 2019 wechselte er zum Zweitligisten Gazişehir Gaziantep FK. Mit diesem Verein wurde er im Sommer 2019 Play-off-Sieger der TFF 1. Lig und stieg mit ihm in die Süper Lig auf. Zur Sommertransferperiode 2019/20 wechselte zu Akhisarspor.

### Nationalmannschaft
Kuru startete seine Nationalmannschaftskarriere im September 2004 mit einem Einsatz für die türkische U-16-Nationalmannschaft. Anschließend durchlief er bis zur türkischen U-19-Nationalmannschaft alle Jugendnationalmannschaften der Türkei. Insgesamt absolvierte er 63 Nationalmannschaftseinsätze im Juniorenbereich und erzielte dabei ein Tor.

## Erfolge
Mit Balıkesirspor
- Vizemeister der TFF 3. Lig und Aufstieg in die TFF 2. Lig: 2009/10

Mit Altınordu Izmir
- Play-off-Sieger der TFF 3. Lig und Aufstieg in die TFF 2. Lig: 2010/11

Mit Aydınspor 1923
- Meister der TFF 3. Lig und Aufstieg in die TFF 2. Lig: 2012/13

Mit Gazişehir Gaziantep FK
- Play-off-Sieger der TFF 1. Lig und Aufstieg in die Süper Lig: 2018/19